# Comuna Nehaikî, Drabiv
Nehaikî (în ucraineană Нехайки) este o comună în raionul Drabiv, regiunea Cerkasî, Ucraina, formată din satele Nehaikî (reședința) și Petrovskoho.

## Demografie
Componența lingvistică a comunei Nehaikî
     Ucraineană (97,72%)
     Rusă (2,28%)
Conform recensământului din 2001, majoritatea populației comunei Nehaikî era vorbitoare de ucraineană (97,72%), existând în minoritate și vorbitori de rusă (2,28%).